# Pfarrkirche Murstetten

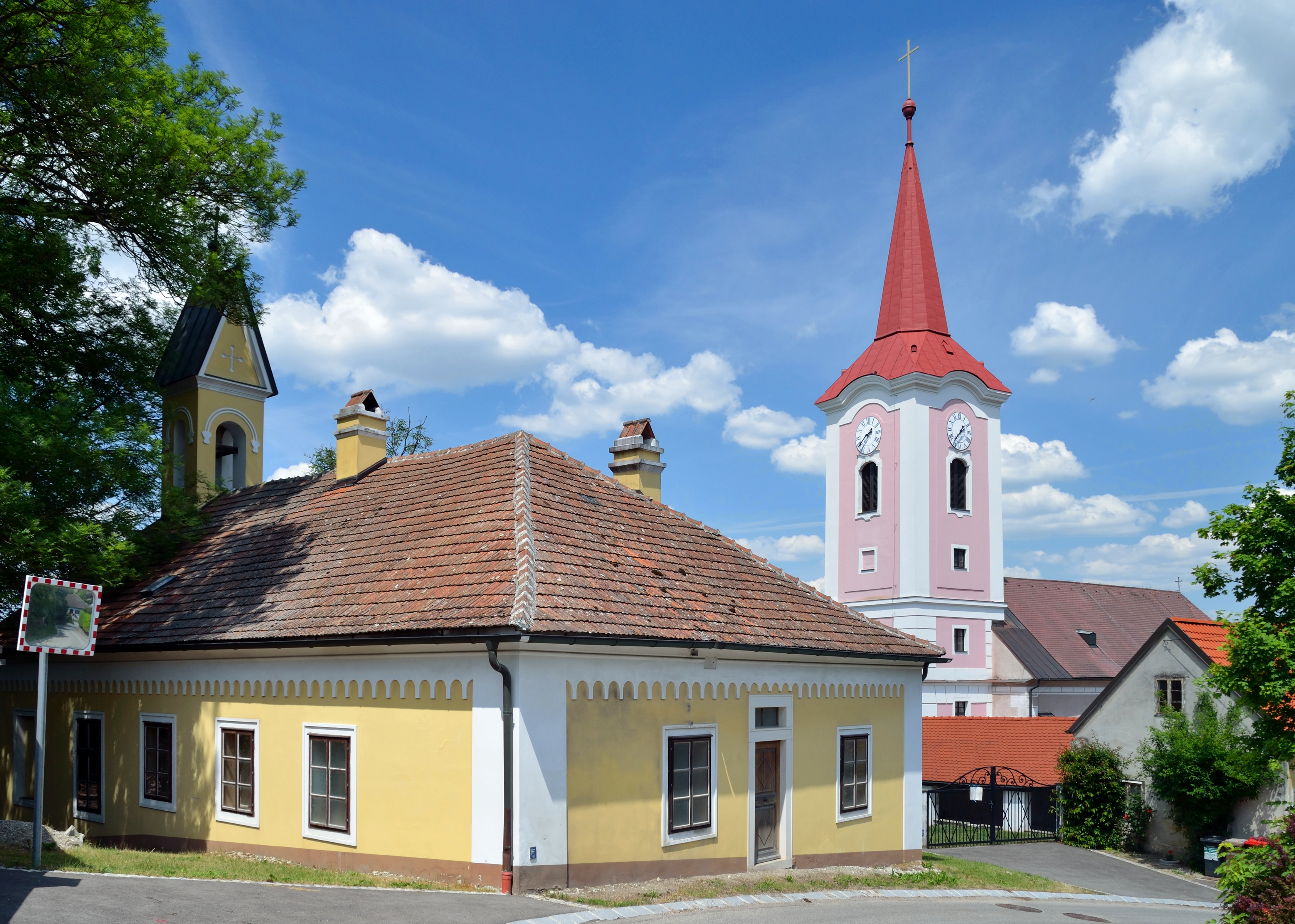
Katholische Pfarrkirche Verklärung Christi in Murstetten

Die römisch-katholische Pfarrkirche Murstetten steht auf einer Anhöhe südöstlich über der Ortschaft Murstetten in der Gemeinde Perschling im Bezirk St. Pölten-Land in Niederösterreich. Die dem Patrozinium Verklärung des Herrn unterstellte Pfarrkirche gehört zum Dekanat Neulengbach in der Diözese St. Pölten. Die Kirche steht unter Denkmalschutz (Listeneintrag).

## Geschichte
Urkundlich 1180 eine Filiale der Pfarrkirche Kapelln, um 1200 Pfarre, im 16. Jahrhundert aufgehoben und 1719 neu errichtet.
Der einheitliche Neubau entstand 1616/1617 entstand im Auftrag des Protestanten Quintin von Althann. Nach einer teilweisen Zerstörung 1683 erhielt die Kirche von 1712 bis 1724 eine Neuausstattung durch Gundacker von Althann nach den Plänen des Architekten Antonio Beduzzi. 1725 erfolgte die Weihe der Altäre und der Loretokapelle. 1810 wurde der obere Bereich des Chorturmes abgetragen. 1816 erfolgte der Neubau des vorgestellten Westturmes. Die Kirche wurde 1884 renoviert und 1975 restauriert.

## Architektur
Der Kirchenbau ist ein seltenes Beispiel der aus dieser Zeit erhaltenen protestantischen Kirchen, die gleichzeitig die Funktion einer Familienmausoleums hatten.
Das Kirchenäußere zeigt ein Langhaus mit quaderfugenbemalten Strebepfeilern mit dreibahnigen und am Chor zweibahnigen nachgotischen Fenster mit Maßwerk. Die nordseitig an Langhaus und Chor angebaute Loretokapelle aus 1725 zeigt die Skulptur Madonna. Der Westturm aus 1806 hat ein Portal in Renaissanceformen und trägt ein achtseitiges Spitzdach.

## Einrichtung
Die einheitliche Einrichtung entstand von 1712 bis 1714. Der Hochaltar wurde wohl aus der Kapelle von Schloss Goldburg hierher übertragen.
Die Orgel baute Karl Neusser 1884 in einem neobarocken Gehäuse.

## Grabdenkmäler
Es gibt eine bedeutende Reihe von Epitaphen, Grabdenkmälern und Totenschilden.